# クラミジア門
クラミジア門（Chlamydiota）とは、グラム陰性細菌の門である。狭義では脊椎動物を主な宿主とするクラミジア科などの「病原性クラミジア」をクラミジアと呼ぶが（最狭義ではクラミジア属のみ）、広義ではパラクラミジア科など、アメーバなどの原生生物を主な宿主とする「環境クラミジア」を含めたクラミジア門全体を指す。プランクトミケス門などに近縁で、同様にペプチドグリカンを欠損し、FtsZを持っていない。PVC群に入るとみられている。
現在知られているクラミジアは、ヒトを含めた脊椎動物から単細胞性のアメーバまで様々な真核生物を宿主とする細胞内寄生生物である（細胞外では生存不可）。しかし嫌気性環境下で、他の生物となんらかの共生関係はもっているものの、細胞内に生存を限定されないグループの存在が示唆されている。ATP/ADPトランスロカーゼなどの各種輸送体を持っており、宿主からエネルギーや栄養を取得して生育している。このため細胞外では全く増殖できず、環境中では感染性のある基本小体の形をとる。医学的に重要な細菌群であるが、人工培地で培養できないため培養は培養細胞や鶏卵を使用する必要があり、研究が難しいグループである。
真核生物がもつ嫌気性の代謝システムの一部はクラミジア起源であることが示唆されており、真核生物の誕生には、よく知られるアルファプロテオバクテリア（後のミトコンドリア）だけでなく、クラミジアも関与していた可能性がある。